# Медников, Борис Михайлович
Бори́с Миха́йлович Ме́дников (1932—2001) — советский, российский биолог, доктор биологических наук, популяризатор науки. Профессор биологического факультета МГУ.

## Работа
Начинал научную деятельность как гидробиолог и ихтиолог, позднее преподавал на кафедре зоологии беспозвоночных в МГУ. Затем его интересы сместились в область молекулярной биологии и теории эволюции.
Позже работал старшим, а впоследствии — главным научным сотрудником межфакультетской научно-исследовательской лаборатории молекулярной биологии и биоорганической химии МГУ.
В заключительный период жизни — в научно исследовательском институте физико-химической биологии им. А. Н. Белозерского МГУ (НИИ ФХБ МГУ).
Учёный-энциклопедист, теоретик и талантливый популяризатор науки.
Один из основателей нового направления в систематике — геносистематики, активно занимался проблемами создания теоретической биологии и теорией эволюции, создал систему т. н. аксиом биологии, много внимания уделил закону гомологических рядов, исследовал проблемы эволюции генома, микроэволюции и видообразования на молекулярном уровне.
Исследование эволюции повторяющихся последовательностей ДНК привели Медникова к изучению проблемы происхождения ретровирусов, в том числе ВИЧ.
Автор более 100 печатных научных работ, учебных пособий, а также ряда научно-популярных и научно-публицистических статей и книг по проблемам теоретической биологии и эволюционного учения.
Дочь Мария.

## Факты
- При активном участии Б. М. Медникова в 1970-х годах в Советском Союзе были проведены опыты по моделированию на ЭВМ процесса эволюции, которые были успешны и наглядно продемонстрировали, что построения теории эволюции как минимум на уровне матмодели — вполне состоятельны.
- Самым известным трудом ученого являются сформулированные им т. н. аксиомы биологии, озвученные в одноимённой книге, которые впервые были представлены широкому кругу читателей на страницах журнала «Наука и жизнь» в 1980 году.

### Книги
- Медников Б. М. Дарвинизм в XX веке. — М. : Советская Россия. — 1975. — 224 с.
- Медников Б. М. Закон гомологической изменчивости (К 60-летию со дня открытия Н. И. Вавиловым закона). — М. : Знание, 1980 — 64 с., ил.
- Медников Б. М. Аксиомы биологии | Biologia axiomatica. — М. : Знание, 1982. — 136 с., ил. — (Наука и прогресс).
- Медников Б. М. Гомологическая изменчивость и её эволюционное значение // Развитие эволюционной теории в СССР (1917—1970) / ред. С. Р. Никулинский, Ю. М. Полянский. — Л. : Наука, 1983. — С. 129—137.
- Богданов А. А., Медников Б. М. Власть над геном. — 1989. — 208 с.
- Медников Б. М. Биология: формы и уровни жизни. Пособие для учащихся. — М. : Просвещение, 1995. — 414,[1] с., ил.
- Медников Б. М. Избранные труды. Организм, геном, язык. — М. : Т-во научных изданий КМК, 2005. — 452 с., портр. — ISBN 5-87317-197-1.
- Медников Б. М. Биология: формы и уровни жизни : Пособие для учащихся. — М. : Просвещение, 2006. — 416 с., ил. — ISBN 5-09-012020-X.

### Статьи
- Медников Б. М. Машинка Остапа Бендера и надёжность генетического кода // Знание — сила. — 1968. — № 3. — С. 24—26.
- Медников Б. М. Происхождение человека // Наука и жизнь. — 1974. — № 11. — (Гипотезы, предположения, факты).
- Медников Б. М. Закон гомологических рядов в наши дни // Наука и жизнь. — 1979. — № 2—4. — (Биологические беседы).
- Медников Б. М. Аксиомы биологии // Наука и жизнь. — 1980. — № 2—7. — (Биологические беседы).
- Медников Б. М. Власть над геном // Наука и жизнь. — 1981. — № 7—10. — (Биологические беседы).
- Медников Б. М. Аксиомы биологии (заключение) // Наука и жизнь. — 1982. — № 10. — (Беседы об основах наук).
- Медников Б. М. Размышления об эволюции // Наука и жизнь. — 1987. — № 9. — (Биологические беседы).
- Медников Б. М. Ещё раз о законе гомологических рядов в наследственной изменчивости // Природа. — 1989. — № 7. — С. 27—35.
- Медников Б. М., Шубина Е. А., Мельникова М. Н. Молекулярные механизмы генетической изоляции //  Природа. — 2001. — № 5.
- Медников Б. М. Аналогия (параллели между биологической и культурной эволюцией) / публикация М. Б. Медниковой // Человек. — 2004. — № 1—4.

Рецензировал книги
- Ивахненко М. Ф., Корабельников В. А. Живое прошлое Земли : книга для учащихся. — М. : Просвещение, 1987. — 225 с. : ил.
- Яблоков А. В., Юсуфов А. Г. Эволюционное учение (дарвинизм) : Учебник для биологических специальностей вузов. — Изд. 3-е, перераб. и доп. — М. : Высш. шк., 1989. — 335 с. : ил. — ISBN 5-06-000470-8.
- Грант В. Эволюционный процесс: Критический обзор эволюционной теории / пер. с англ. — М. : Мир, 1991. — 488 с. : ил. — ISBN 5-03-001432-2.
- Майсурян А. А. Развитие в природе, культуре и истории. — М. : Книжный клуб «XXI век», 2000.

Участвовал в проектах
- Исследования протяжённых участков (20 тпн) хпДНК ключевых видов высших растений для уточнения филогенетических связей наиболее древних таксонов покрытосеменных

О Б. М. Медникове
- Потапова, Татьяна. Другому как понять тебя? // В мире науки. — 2006. — № 6. — (Книжное обозрение).
- Новости науки // Природа. — 2006. — № 12. — (История науки).